# European Writers' Council
L'European Writers' Council (EWC, European Writers' Congress fino al 2010) è una federazione di associazioni di scrittori. Rappresenta oltre 120.000 autori di 60 associazioni e 34 paesi europei diversi. È riconosciuta da Unione europea, UNESCO e WIPO.
Partecipa all'assegnazione del Premio letterario dell'Unione europea.
L'EWC è stata fondata nel 1977 con il nome di Federation of European Writers' Associations. Nel 2006 è stata creata un'associazione internazionale Non-profit con il nome di European Writers' Congress, e nel 2010 è stata rinominata European Writers' Council.